# 바하두르 2세 기라이
바하두르 2세 기라이(크림 타타르어: II Bahadır Geray ٢ بهادر كراى; 1722년 ~ 1791년)은 크림 칸국의 칸이다.

## 참고 문헌
- 정세진 (2013). “러시아제국의 확장과 북카프카스 : 이념, 정복, 그리고 저항” 36. 한국외국어대학교 동유럽발칸연구소: 279 ~ 280.

| 전임 샤힌 기라이 | 크림의 칸 1782년 | 후임 샤힌 기라이 |